# 藍絲帶獎 (鐵路)

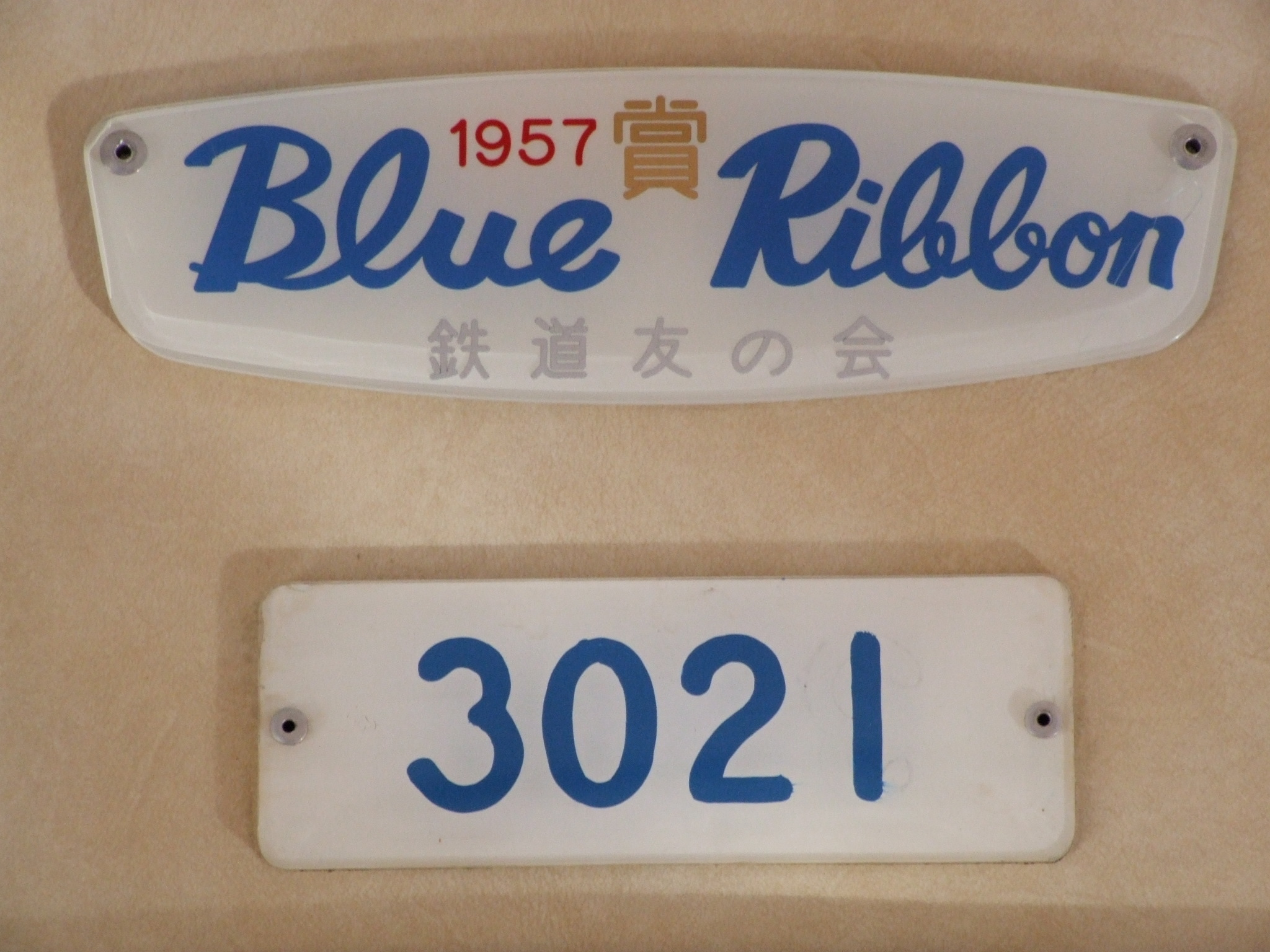
第1屆藍絲帶獎銘牌（攝於小田急浪漫特快3000型SE車廂內）

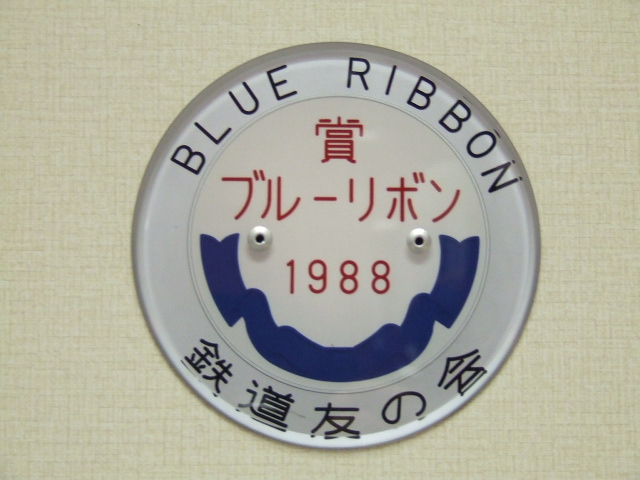
第31屆藍絲帶獎銘牌（攝於小田急浪漫特快10000型HiSE車廂內）

藍絲帶獎（日语：／ Burū Ribon Shō）是日本鐵道友之會自1958年起每年對鐵路車輛頒發的獎項。獎項採半公開遴選形式，由該會會員在候選名單中以投票選出獎項得主。
因為會員偏向投票給有名的車輛，這個獎項大多數落在有名營運者的主力車輛上，如日本國有鐵道、JR集團的特急型車輛、小田急電鐵的浪漫特快、東武鐵道的特急SPACIA、名古屋鐵道的全景列車、近畿日本鐵道的Urban Liner、南海電氣鐵道的快速號等。

## 選舉程序

### 建立候選名單
每當新一年來臨時，鐵道之友會中資歷較深的會員會組成一個遴選委員會，以建立候選名單。遴選委員會只會考慮前一年在日本投入服務的新型車輛（包括全新系列車輛和經過大規模改造的車輛）。其他如實驗性試製車等未有投入服務的車輛一概不獲考慮。
- 年份：遴選委員會以車輛正式投入服務的年份作考慮，不考慮其製造年份。如得獎車輛中，JR九州883系電力動車組於1994年製造，1995年投入服務，1996年獲獎。京成電鐵第一代AE型電力動車組在成田國際機場啟用前的1973年12月30日投入服務，成為得獎時服務時間最短的車輛。
- 產地：在1980年代之前，遴選委員會只考慮在日本製造的車輛，之後不再限制產地，只要在日本境內服務的車輛均會考慮。但從獎項設立以來，尚無日本以外製造的車輛入選。
- 型號：原有系列的新型號（番台）車輛，將由遴選委員會決定是否入選。如更動過的設計較少，一般不會入選；若更動過的設計較多，則較會入選。

### 投票
投票於5月舉行（以前曾於4月舉行），每位會員有2票。原則上由得票最多的車輛獲獎，但如首名和次名的得票非常相近、首名得票過低則會由遴選委員會再次審議後選定（1991年、2016年、2018年曾出現此情況）。此外，如投票結果認為此屆沒有任何車輛可獲此獎，此獎則會懸空一年（1971年、1975年、1994年和1997年曾出現此情況，請參閱得獎名單）。
另外，遴選委員會負責決定該會另一個獎項桂冠獎（ローレル賞）的得獎車輛。得獎車輛（複數）通常在藍絲帶獎的落選者中選出，遴選委員會會挑選採用新技術和設計的車輛成為該獎的得主。

### 紀念銘牌
得獎車輛將在車廂內貼上「藍絲帶獎得獎車輛」（ブルーリボン賞受賞）的銘牌。至於機車和貨物專用電力動車組則會將銘牌安裝在車身上。

## 得獎車輛列表
- 車輛所屬公司的名稱均是當時的稱呼。

### 1958年至1979年
| 屆次（年份）     | 鐵路公司     | 選定車輛               | 綽號             | 備註             |
| ---------------- | ------------ | ---------------------- | ---------------- | ---------------- |
| 第1屆（1958年）  | 小田急電鐵   | 3000型電力動車組       | 「SE」           | 非選舉產生       |
| 第2屆（1959年）  | 日本國有鐵道 | 151系電力動車組        | 「回聲型」       |                  |
| 第3屆（1960年）  | 近畿日本鐵道 | 10100系電力動車組      | 「Vista CarⅡ世」 |                  |
| 第4屆（1961年）  | 日本國有鐵道 | キハ81系柴油動車組     | 「初雁型」       |                  |
| 第5屆（1962年）  | 名古屋鐵道   | 7000系電力動車組       | 「全景列車」     |                  |
| 第6屆（1963年）  | 近畿日本鐵道 | 20100系電力動車組      | 「青空」         |                  |
| 第7屆（1964年）  | 小田急電鐵   | 3100型電力動車組       | 「NSE」          |                  |
| 第8屆（1965年）  | 日本國有鐵道 | 新幹線0系電聯車        |                  |                  |
| 第9屆（1966年）  | 名古屋鐵道   | キハ8000系柴油動車組   |                  |                  |
| 第10屆（1967年） | 近畿日本鐵道 | 18200系電力動車組      |                  |                  |
| 第11屆（1968年） | 日本國有鐵道 | 581系電力動車組        | 「月光型」       |                  |
| 第12屆（1969年） | 日本國有鐵道 | EF66型電力機車         |                  |                  |
| 第13屆（1970年） | 西武鐵道     | 5000系電力動車組       | 「Red Arrow」    |                  |
| 第14屆（1971年） | －           | 無得獎車輛             |                  |                  |
| 第15屆（1972年） | 日本國有鐵道 | 14系客車               |                  |                  |
| 第16屆（1973年） | 日本國有鐵道 | 183系電力動車組        |                  |                  |
| 第17屆（1974年） | 京成電鐵     | AE型電力動車組（初代） | 「Skyliner」     |                  |
| 第18屆（1975年） | －           | 無得獎車輛             |                  |                  |
| 第19屆（1976年） | 阪急電鐵     | 6300系電力動車組       |                  |                  |
| 第20屆（1977年） | 名古屋鐵道   | 6000系電力動車組       |                  |                  |
| 第21屆（1978年） | 近畿日本鐵道 | 12400系電力動車組      | 「Sunny Car」    |                  |
| 第22屆（1979年） | 近畿日本鐵道 | 30000系電力動車組      | 「Vista CarⅢ世」 | 現稱「Vista EX」 |

### 1980年至1999年
| 屆次（年份）     | 鐵路公司                    | 選定車輛               | 綽號                  | 備註                     |
| ---------------- | --------------------------- | ---------------------- | --------------------- | ------------------------ |
| 第23屆（1980年） | 江之島鎌倉觀光              | 1000型電力動車組       |                       |                          |
| 第24屆（1981年） | 小田急電鐵                  | 7000型電力動車組       | 「LSE」               |                          |
| 第25屆（1982年） | 箱根登山鐵道                | 1000型電力動車組       | 「貝爾尼納」          |                          |
| 第26屆（1983年） | 京濱急行電鐵                | 2000型電力動車組       |                       |                          |
| 第27屆（1984年） | 日本國有鐵道                | 14系客車（700番台）    | 「Salon Express東京」 |                          |
| 第28屆（1985年） | 名古屋鐵道                  | 8800系電力動車組       | 「全景DX」            |                          |
| 第29屆（1986年） | 伊豆急行                    | 2100系電力動車組       | 「Resort 21」         |                          |
| 第30屆（1987年） | 日本國有鐵道                | キハ83、84型柴油動車組 | 「Furano Express」    | 獲獎時屬北海道旅客鐵道   |
| 第31屆（1988年） | 小田急電鐵                  | 10000型電力動車組      | 「HiSE」              |                          |
| 第32屆（1989年） | 近畿日本鐵道                | 21000系電力動車組      | 「Urban Liner」       | 現稱「Urban Liner plus」 |
| 第33屆（1990年） | 東日本旅客鐵道              | 651系電力動車組        |                       |                          |
| 第34屆（1991年） | 東武鐵道                    | 100系電力動車組        | 「SPACIA」            |                          |
| 第35屆（1992年） | 小田急電鐵                  | 20000型電力動車組      | 「RSE」               |                          |
| 第36屆（1993年） | 九州旅客鐵道                | 787系電力動車組        |                       |                          |
| 第37屆（1994年） | －                          | 無得獎車輛             |                       |                          |
| 第38屆（1995年） | 南海電氣鐵道                | 50000系電力動車組      | 「快速」              |                          |
| 第39屆（1996年） | 九州旅客鐵道                | 883系電力動車組        | 「音速」              |                          |
| 第40屆（1997年） | －                          | 無得獎車輛             |                       |                          |
| 第41屆（1998年） | 西日本旅客鐵道              | 新幹線500系電聯車      |                       |                          |
| 第42屆（1999年） | 西日本旅客鐵道 東海旅客鐵道 | 285系電力動車組        | 「Sunrise Express」   |                          |

### 2000年至2019年
| 屆次（年份）     | 鐵路公司                      | 選定車輛                | 綽號                 | 備註                           |
| ---------------- | ----------------------------- | ----------------------- | -------------------- | ------------------------------ |
| 第43屆（2000年） | 東日本旅客鐵道                | E26系客車               | 「仙后座」           |                                |
| 第44屆（2001年） | 九州旅客鐵道                  | 885系電力動車組         | 「白鷗」「白音速」   |                                |
| 第45屆（2002年） | 東日本旅客鐵道                | E257系電聯車            |                      |                                |
| 第46屆（2003年） | 近畿日本鐵道                  | 21020系電力動車組       | 「Urban Liner next」 |                                |
| 第47屆（2004年） | 四國旅客鐵道                  | 5100型電力動車組        | 「Marine Liner」     |                                |
| 第48屆（2005年） | 日本貨物鐵道                  | M250系電力動車組        | 「Super Rail Cargo」 |                                |
| 第49屆（2006年） | 小田急電鐵                    | 50000型電力動車組       | 「VSE」              |                                |
| 第50屆（2007年） | 富山輕軌                      | 0600型電車              | 「PORTRAM」          |                                |
| 第51屆（2008年） | 東海旅客鐵道 西日本旅客鐵道   | 新幹線N700系電聯車      |                      |                                |
| 第52屆（2009年） | 小田急電鐵                    | 60000型電力動車組       | 「MSE」              |                                |
| 第53屆（2010年） | 東日本旅客鐵道                | E259系電力動車組        | 「成田特快」         |                                |
| 第54屆（2011年） | 京成電鐵                      | 京成AE型電聯車 (2代)    | 「Skyliner」         |                                |
| 第55屆（2012年） | 東日本旅客鐵道                | 新幹線E5系電力動車組    | 「隼（Hayabusa）」   | 僅限E5系適用，H5系不適用該獎項 |
| 第56屆（2013年） | 東京地下鐵                    | 1000系電力動車組        |                      |                                |
| 第57屆（2014年） | 近畿日本鐵道                  | 50000系電力動車組       | 「志摩之風」         |                                |
| 第58屆（2015年） | 東日本旅客鐵道 西日本旅客鐵道 | 新幹線E7/W7系電力動車組 | 「光輝（Kagayaki）」 |                                |
| 第59屆（2016年） | 阪神電氣鐵道                  | 5700系電力動車組        | 「JET SILVER 5700」  |                                |
| 第60屆（2017年） | 九州旅客鐵道                  | BEC819系電力動車組      | 「DENCHA」           |                                |
| 第61屆（2018年） | 西日本旅客鐵道                | 35系客車                |                      |                                |
| 第62屆（2019年） | 小田急電鐵                    | 70000型電力動車組       | 「GSE」              |                                |

### 2020年～
| 屆次（年份）     | 鐵路公司       | 選定車輛                 | 綽號         | 備註 |
| ---------------- | -------------- | ------------------------ | ------------ | ---- |
| 第63屆（2020年） | 西武鐵道       | 001系電力動車組          | 「Laview」   |      |
| 第64屆（2021年） | 近畿日本鐵道   | 80000系電力動車組        | 「火之鳥」   |      |
| 第65屆（2022年） | 京濱急行電鐵   | 1000型電聯車（1890番台） | 「Le Ciel」  |      |
| 第66屆（2023年） | 東海旅客鐵道   | HC85系電聯車             |              |      |
| 第67屆（2024年） | 東武鐵道       | N100系電動列車           | 「Spacia X」 |      |
| 第68屆（2025年） | 西日本旅客鐵道 | 273系電聯車              |              |      |

## 外部連結
- （日語）鐵道之友會 （页面存档备份，存于）